# Горња Пухарска
Горња Пухарска је насељено мјесто у граду Приједор, Република Српска, БиХ. Према попису становништва из 2013. године, у насељу је живјело 348 становника.

## Становништво
| Демографија | Демографија | Демографија |
| Година      | Становника  | Становника  |
| ----------- | ----------- | ----------- |
| 1961.       | 671         |             |
| 1971.       | 624         |             |
| 1981.       | 643         |             |
| 1991.       | 615         |             |
| 2013.       | 348         |             |